# KinoPoisk
KinoPoisk (en cyrillique : КиноПоиск) est un site web russe cinématographique.
En 2013, KinoPoisk a été racheté par Yandex, l'une des plus grandes sociétés informatiques de Russie. En 2015, le site a subi une refonte totale. C'est l'un des portails de cinéma les plus populaires du Runet.